# Saultain
Saultain is een gemeente in het Franse Noorderdepartement (Frans: département du Nord) (regio Hauts-de-France). De gemeente maakt deel uit van het arrondissement Valenciennes. Saultain telde op 1 januari 2022 2.526 inwoners.

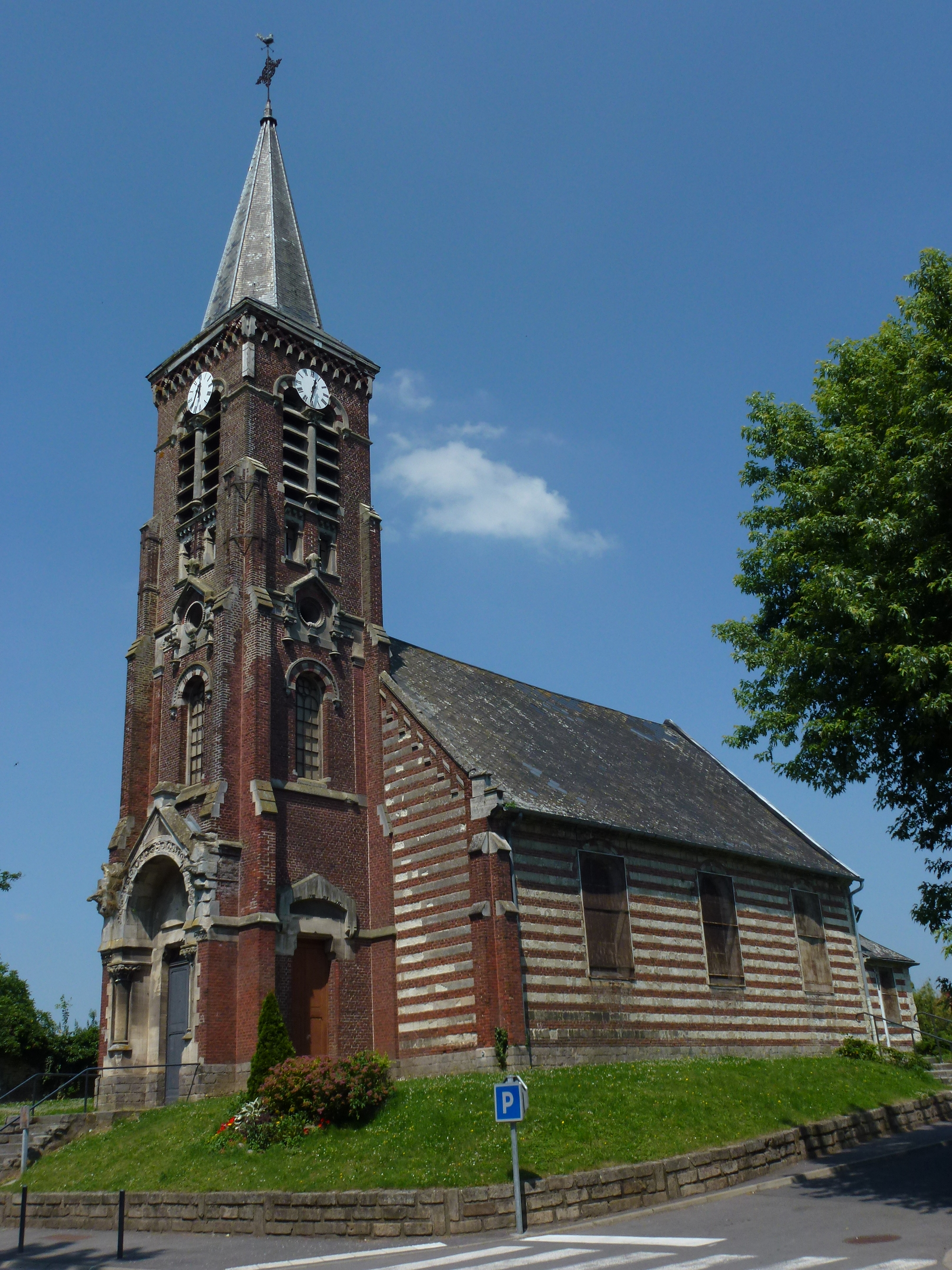
Église Saint-Martin

## Geografie
De oppervlakte van Saultain bedroeg op 1 januari 2022 6,45 vierkante kilometer; de bevolkingsdichtheid was toen 391,6 inwoners per km².

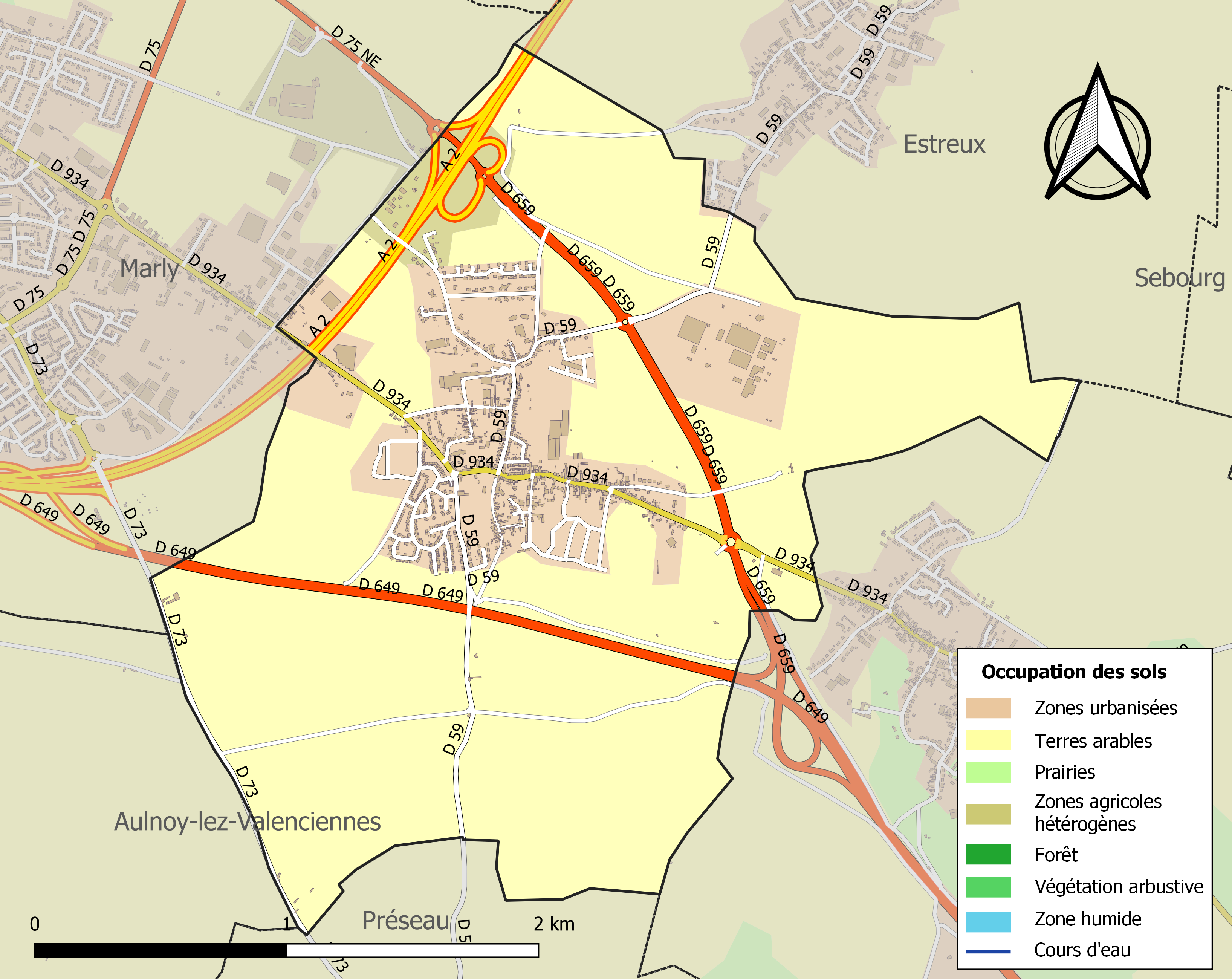
Kaart van de gemeente met belangrijkste infrastructuur, bodemgebruik en omliggende gemeenten

## Bezienswaardigheden
- De Église Saint-Martin
- Op de begraafplaats van Saultain bevinden zich 17 Britse oorlogsgraven uit de Eerste Wereldoorlog.

## Demografie
Onderstaande figuur toont het verloop van het inwonertal (bron: INSEE-tellingen).

## Verkeer en vervoer
Door het westen van de gemeente loopt de autosnelweg A2/E19, die er een op- en afrit heeft. In west-oost-richting lopen door Saultain de oude route nationale en nieuwe expresweg van Valenciennes en de autosnelweg richting Le Quesnoy, Bavay en Maubeuge.
In het dorp bevond zich het station Saultain, op de nu opgebroken spoorlijn Valenciennes - Bavay.